# آزالئین
آزالئین (به انگلیسی: Azalein) با فرمول شیمیایی C22H22O11 یک ترکیب شیمیایی با شناسه پاب‌کم 278 است. که جرم مولی آن ۴۶۲٫۴۰ گرم بر مول می‌باشد. 